# Ksaveras
Ksaveras ist ein litauischer männlicher Vorname und Familienname, abgeleitet von  Xaver. Die weibliche Form ist Ksavera.

## Personen
- Ksaveras Kairys (1909–1991), sowjetlitauischer Politiker, Minister und Vizeminister